# 佐竹美帆
佐竹 美帆（さたけ みほ、1987年1月31日 - ）は、東京都練馬区出身 のチアリーダー。2011年より、NFLのサンフランシスコ・フォーティナイナーズのチアリーダー、ゴールドラッシュの一員として活躍した。

## 経歴
8歳から器械体操を始めた。埼玉県立和光国際高等学校、立教女学院短期大学 を経てトヨタ自動車に入社した。社会人となった2007年よりチアリーダーを始め、安田愛 や須長順子（JUBI）の指導を受けた。
2010年まで、実業団男子バスケットボールチームの「トヨタ自動車アルバルク」でチアリーダーを務めた。その後はアルバルクの事務局の業務に転身していたが、安田愛や友人の勧めもあり、NFLのチアリーダーへの挑戦を決意、2011年3月に行われたNFL「サンフランシスコ・フォーティナイナーズ」のチアリーダーオーディションで300人以上の参加者の中から合格者32名の中に入り、勤めていた会社を退職した。アメリカンフットボールのチアリーダーを務めるのはこれが初めてであった。
49ersの日本人チアリーダーとしては、石田季子、安田愛、齋藤佳子、石田真紀に次いで5人目。
2009年には、相武紗季が主演した テレビドラマ『ブザー・ビート〜崖っぷちのヒーロー〜』（フジテレビ系）の登場人物のモデルにもなっている。
2012年、NFL「ダラス・カウボーイズ」のチアリーダーオーディションを受けるも落選している。
2013年、廣済堂の求人情報サービス「Workin'」のCMに出演。2014年からはXリーグ「太陽ビルマネージメントクレーンズ」（現・AFCクレーンズ）チアリーダーのコーチを務める。同年9月24日、自身が社長を務めるイベント企画運営会社『Spirity』（スピリティー）を設立する。